# 沈文榮
沈文榮（1946年—2024年6月30日），江苏张家港人，中华人民共和国企业家，中國共產黨黨員，曾任江苏沙钢集团有限公司董事长、总裁及党委书记。

## 生平
1946年2月，沈文榮出生于江苏省张家港市。
沈文榮初中毕业于江苏省常熟县乐余双桥中学。在1962年至1965年间，沈文榮担任江苏省沙洲县联兴村3队副队长。1965年，他进入江苏省沙洲县锦丰棉花加工机械学校学习。1968年，沈文榮任江苏省沙洲县锦丰轧花剥绒厂修车间副主任及副厂长。1984年，沈文榮开始接手张家港市钢铁厂（前身为江苏沙钢集团）。1992年，沈文榮担任沙钢铁集团总经理、党委书记。1996年6月，沈文榮正式担任江苏沙钢集团有限公司党委书记、董事长、总裁一职。
1993年，沈文榮担任张家港市第七届政协主席。
2011年，沈文榮担任董事局主席。
2024年6月30日，沈文榮因病逝世。
沈文榮曾今担任过中国共产党第十六次、第十七次全国代表，第九届全国人民代表大会代表，获得全国劳动模范、江苏省优秀共产党员、全国五一劳动奖章等荣誉。